# Volley Schönenwerd
Volley Schönenwerd (früher TV Schönenwerd oder auch: TVS / Turnverein Schönenwerd) ist ein Schweizer Turnverein aus Schönenwerd im Kanton Solothurn. Der Turnverein wurde 1878 gegründet und bestand damals noch aus verschiedenen Riegen.
Die Abteilung Volleyball, welche heute als einzige noch besteht, wurde 1980 gegründet. Daraus entstand im gleichen Jahr die erste Männermannschaft und 1983 die erste Frauenmannschaft. Dies führte 2014 deshalb auch zu einer Namensänderung auf Volley Schönenwerd.
Aktuell (Saison 2022/23) besteht Volley Schönenwerd aus 18 Teams.

## Geschichte der Abteilung Volleyball
Im Laufe der Zeit entwickelte sich der TV Schönenwerd weg vom Breitensport hin zur Spezialisierung, was 1980 zur Gründung der Volleyballriege führte. Durch diese Neuausrichtung wurde die Verbindung zu den Jugendlichen wiedergefunden und der Untergang des TV Schönenwerd verhindert. Die Entstehung der ersten Männermannschaft erfolgte im gleichen Jahr, die erste Frauenmannschaft folgte dann 1983.
Die Zusammenarbeit zwischen Schule und TV Schönenwerd bildete die Grundlage für eine Eigendynamik im Männer- und Frauenbereich. Neue Teams entstanden und die Jugendarbeit wurde gefördert. In der Saison 1986/87 trat dann der TV Schönenwerd erstmals mit zwei Teams, einem Männer- und einem Frauenteam, auf nationaler Ebene an. Höhepunkt war 1996 der Aufstieg des Männerteams in die Nationalliga A. In der Folge wurde der Verein zu einem halbprofessionellen Betrieb, was wegen der zu hohen Belastungen im Jahr 1999 beinahe zur Auflösung des Vereins führte. Der Verein konnte dadurch gerettet werden, dass die neue Vereinsführung im Jahr 2000 die Ziele tiefer steckte. Ab 2005 konnte sich das Fanion-Team der Männer in der Nationalliga B etablieren. In der Saison 2009/10 feierte der TV Schönenwerd Volleyball sein 30-jähriges Bestehen. Passend zu diesem Jubiläum schaffte die erste Männermannschaft in jener Saison den Aufstieg in die Nationalliga A. Bereits im zweiten Jahr in der höchsten Spielklasse konnte der TV Schönenwerd in der Saison 2011/12 mit dem 4. Rang der Männermannschaft den bisher grössten Erfolg in der Vereinsgeschichte feiern. Passend dazu schaffte die erste Frauenmannschaft in der gleichen Saison den Aufstieg in die Nationalliga B. In der Saison 2012/13 holte sich die erste Männermannschaft die Bronzemedaille in der Nationalliga A, womit sich der TV Schönenwerd auch erstmals in der Vereinsgeschichte für die Teilnahme an einem europäischen Wettbewerb, dem 2014 CEV Volleyball Challenge Cup, qualifizierte.
Bis heute ist Volley Schönenwerd unter anderem auch Ausbildungsklub für Nachwuchstalente. Seit dem Jahr 2009 gibt es ein Fördertraining für Juniorinnen aus der Region. Einige Spieler/-innen aus dem TVS-Nachwuchs schafften den Sprung in Nationalteams, an den Europacup oder an die Beachvolleyball-Weltspitze. In den Jahren 2013 und 2014 wurden die Junioren des Volley Schönenwerd zwei Mal in Folge Schweizer U23-Meister. In beiden Turnieren gingen Auszeichnungen wie MVP, Best Setter, Best Hitter oder Best Libero an die Niederämter. In den letzten 6 Jahren konnte die Junioren-Mannschaft bereits 5 Mal den Titel U23-Schweizermeister nach Schönenwerd holen und zudem dieses Jahr die erneute Titelverteidigung realisieren.

## Mannschaften
Das Zugpferd des Vereins ist das Nationalliga-A-Team der Männer.
In der Saison 2022/23 treten für Volley Schönenwerd 2 Teams (Männer NLA /Männer 1. Liga) auf nationaler Ebene an, 4 Teams (2 Männer/1 Frauen/1 Mixed) spielen in den regionalen Ligen und 10 Teams treten bei den Junioren/Juniorinnen an.
Zudem besteht für die Jüngsten (U11 und U13) das Minivolleyball, wo erste volleyballerische Erfahrungen gesammelt werden können.

## Spielstätten
Die Spiele der höchsten Spielklasse der Männer fanden bislang in Däniken in der Erlimatthalle, in der Giroud-Olma Halle in Olten und in der Kreisschule Mittelgösgen in Obergösgen statt.
Die Spiele der anderen nationalen- und regionalen Meisterschaften wurden in Schönenwerd in der Turnhalle Feld und Dorf ausgetragen.
Aufgrund der unbefriedigenden Hallensituation, die sowohl den Vereinszusammenhalt, als auch die Trainingsbedingungen erschwert haben, wurde 2013 ein Projekt zum Bau einer eigenen 3-fach-Halle lanciert. 5 Jahre nach Projektstart konnte die Betoncoupe Arena in Schönenwerd am 20. Januar 2018 eröffnet werden. Die Halle ist künftig nicht nur das Zuhause von Volley Schönenwerd, sondern auch das Leistungszentrum von Swissvolley und der Austragungsort von Länderspielen der Schweizer Nationalmannschaften.

## Sportliche Erfolge
- 1986 Aufstieg Männerteam und Frauenteam in die 1. Liga
- 1988 Aufstieg Männerteam und Frauenteam in die Nationalliga B
- 1992 Goldmedaille Juniorenteam bei den Inter-A Schweizermeisterschaft
- 1996/2010 Aufstieg Männerteam in die Nationalliga A
- 2012 4. Platz des ersten Männerteams, Aufstieg des ersten Frauenteams in die Nationalliga B
- 2013 3. Platz des ersten Männerteams (erster Medaillengewinn der Vereinsgeschichte), Aufstieg des zweiten Männerteams in die Nationalliga B, U23-Meistertitel für die Junioren
- 2014 2. Platz und Silbermedaille des ersten Männerteams, erste Teilnahme eines Teams an einem europäischen Wettbewerb (2014 CEV Volleyball Challenge Cup - Men), U23-Meistertitel für die Junioren
- 2015 Schweizer Cup Final Teilnehmer
- 2017 3. Platz des ersten Männerteams, U23-Meistertitel für die Junioren
- 2018 Aufstieg des ersten Frauenteams in die Nationalliga B, U23 Schweizer Meistertitel für die Junioren
- 2019 3. Platz und Bronzemedaille des ersten Männerteams, U23 Schweizer Meistertitel für die Junioren
- 2021 3. Platz und Bronzemedaille des ersten Männerteams, Schweizer Cup Final Teilnehmer
- 2022 3. Platz und Bronzemedaille des ersten Männerteams, Schweizer Cup Final Teilnehmer
- 2023 Schweizer Meister (erstes Männerteam)
- 2024 Schweizer Meister (erstes Männerteam), Schweizer Cup Final Teilnehmer
- 2025 2. Platz und Silbermedaille des ersten Männerteams

Ausserdem ist Volley Schönenwerd seit der Saison 1986/87 bei den Männern sowie bei den Frauen ununterbrochen mit mindestens einem Team in einer Spielklasse der Schweizer Nationalliga vertreten.

## Bekannte Spieler
- Jan Schnider (Olympiateilnehmer Beach Volley und Schweizer National Spieler Indoor), der beste Schweizer Volleyballspieler.
- Reto Giger (Schweizer Nationalspieler)
- Luca Ulrich (Schweizer Nationalspieler)
- Mirco Gerson (Olympiateilnehmer Beachvolleyball)

## Auszeichnungen
- 1988 Kanton Solothurn Sportförderungspreis für beispielhafte Jugendarbeit
- 1992 Kanton Solothurn Vereinstrophy für die erfolgreiche Förderung von Jugendlichen
- 1996 Kanton Solothurn Sportförderungspreis für die sportlichen Erfolge im Volleyball
- 2016 Kanton Solothurn Sportförderungspreis für die sportlichen Erfolge im Volleyball und die erfolgreiche Förderung von Jugendlichen